# Selysia bidentata
Selysia bidentata là một loài thực vật có hoa trong họ Cucurbitaceae. Loài này được R.J. Hampshire miêu tả khoa học đầu tiên năm 1994.